# FTX
FTX je zkrachovalá kryptoměnová burza se sídlem na Bahamách. Burza byla založena v roce 2019. Na svém vrcholu v roce 2021 měla přes milion uživatelů a byla třetí největší kryptoburzou podle objemu. Od 11. listopadu 2022 je FTX v konkurzním řízení u amerického soudu v důsledku krize likvidity a obvinění z podvodu.
Zatímco podrobnosti o krizi se stále odhalují, obavy veřejnosti začaly, když se 9. listopadu 2022 v článku časopisu CoinDesk objevilo, že Alameda Research, partnerská firma FTX, měla značnou část svých aktiv v nativním tokenu FTX FTT. Po tomto odhalení oznámil Changpeng Zhao, generální ředitel konkurenční burzy Binance, že Binance prodá své podíly tokenu, po čemž rychle následoval run na banky, čímž se hodnota tokenu zhroutila. FTX se tak ocitla v krizi likvidity, kdy si vkladatelé nemohli vybrat své prostředky, a Binance podepsala dopis o záměru firmu převzít s tím, že bude následovat due diligence, ale následující den Binance svou nabídku stáhla. FTX požádala 11. listopadu 2022 o ochranu před věřiteli. Dne 17. ledna 2023 burza ve zprávě pro věřitele uvedla, že byla několikrát napadena hackery, kteří burze ukradli více než 415 milionů dolarů.
Společnost FTX je registrována v ostrovním státě Antigua a Barbuda a její ústředí se nachází na Bahamách. FTX je úzce spojena se samostatnou burzou FTX.US, která je k dispozici rezidentům USA a je jedním z více než 160 subjektů, tvořících skupinu FTX.
Zakladatel a bývalý generální ředitel burzy Sam Bankman-Fried byl v březnu 2024 byl odsouzen k 25 letům vězení, když byl shledán vinným ze zpronevěry, kterou úřady označily za jeden z největších podvodů v americké historii. Podle prokuratury klienty, investory a věřitele připravil o více než 10 miliard dolarů. Bankman-Friedova expřítelkyně Caroline Elisson pak byla odsouzena ke dvěma rokům vězení, přičemž její trest byl snížen za její svědectví proti němu.